# Grey DeLisle
Erin Grey Van Oosbree, dite Grey DeLisle et Grey Griffin, est une comédienne et auteure-compositrice-interprète américaine, née le 24 août 1973 à Fort Ord (Californie).
Très active dans l'animation et la scène vidéoludique, elle est particulièrement connue pour être la voix de Daphné Blake dans la saga Scooby-Doo à partir des années 2000, mais aussi pour ses rôles de « méchante » comme Azula dans Avatar, le dernier maître de l'air ou l'assassin Asajj Ventress de Star Wars.

## Biographie
Grey de Lisle est née à Fort Ord, en Californie. Son père était un conducteur de camion nommé George Van Osbree et sa mère Joanna Ruth était chanteuse. Elle a été aussi en partie élevée par sa grand-mère maternelle d'origine mexicaine, Eva Flores. 
À l'adolescence, elle commence à essayer de se produire en tant que chanteuse et comédienne, travaillant notamment sur des imitations. Elle attire l'attention d'un directeur de casting qui lui conseille de se tourner vers le doublage, et elle prend également des cours de narration.
Après le suicide de l'actrice Mary Kay Bergman dont elle avait suivi les cours, Grey Delisle reprend le rôle de Daphne Blake précédemment tenu par Bergman, à partir du film Scooby-Doo et la cyber traque, sorti directement en vidéo en 2001. 
Elle donne par la suite sa voix à de nombreux autres rôles à la télévision et au cinéma, doublant notamment le personnage d'Azula dans Avatar, le dernier maître de l'air.
À partir de 2019, elle reprend le rôle des jumelles Sherri et Terri ainsi que de Martin Prince dans Les Simpsons.

## Filmographie

### Cinéma
- 2001 : Scooby-Doo et la Cybertraque : Daphné Blake / Cyber Daphné
- 2004 : Scooby-Doo et le Monstre du loch Ness : Daphné Blake / Shannon Blake
- 2005 : Aloha, Scooby-Doo ! : Daphné Blake / Auntie Mahina / Local Woman #2
- 2005 : Scooby-Doo au pays des pharaons : Daphné Blake / Natasha
- 2006 : Scooby-Doo et le Triangle des Bermudes : Daphné Blake
- 2007 : Scooby-Doo : Du sang froid : Daphné Blake
- 2008 : Scooby-Doo et la Créature des ténèbres : Daphné Blake / Cat Witch / Honeybee
- 2009 : Transformers 2 : La Revanche de Michael Bay : Arcee
- 2010 : Scooby-Doo : Abracadabra : Daphné Blake
- 2010 : Scooby-Doo : La Colonie de la peur : Daphné Blake
- 2010 : Tom et Jerry : Élémentaire, mon cher Jerry : Red
- 2011 : Scooby-Doo : La Légende du Phantosaur : Daphné Blake
- 2011 : Tom et Jerry: le magicien d Oz : Dorothy
- 2011 : Batman: Year One : Barbara Eileen-Gordon / Vicki Vale
- 2012 : Scooby-Doo : Le Chant du vampire : Daphné Blake
- 2012 : Clochette et le Secret des fées : Gliss (Neige)
- 2012 : Scooby-Doo : Tous en piste : Daphné Blake
- 2014 : Scooby-Doo : Aventures en Transylvanie (Scooby-Doo! Frankencreepy) de Paul McEvoy : Daphné Blake
- 2016 : DC Super Hero Girls : Héroïne de l'année (DC Super Hero Girls: Hero of the Year) de Cecilia Aranovich : Wonder Woman
- 2016 : Tom et Jerry: retour à Oz de Spike Brandt et Tony Cervone : Dorothy
- 2017 : DC Super Hero Girls : Jeux Intergalactiques (DC Super Hero Girls: Intergalactic Games) de Cecilia Aranovich : Wonder Woman / Platine
- 2017 : Lego DC Super Hero Girls : Rêve ou Réalité de Todd Grim : Wonder Woman / Lois Lane
- 2018 : Lego DC Super Hero Girls : Le Collège des super-méchants d'Elsa Garagarza : Wonder Woman
- 2018 : DC Super Hero Girls : Les Légendes de l'Atlantide d'Elsa Garagarza et Ian Hamilton : Wonder Woman
- 2018 : Bumblebee de Travis Knight : Arcee
- 2021 : Batman: Soul of the Dragon de Sam Liu : Lady Eve

### Télévision
- 2001-2007 : Billy et Mandy, aventuriers de l'au-delà : Mandy / Autres voix
- 2001 : Mona le vampire : Jennifer Gotto
- 2003-2005 : Star Wars: Clone Wars : Asajj Ventress, Padmé Amidala, Shaak Ti, Adi Gallia
- 2005-2008 : Avatar, le dernier maître de l'air : Azula / Autres voix
- 2008-2011 : Super Bizz ! (The Mighty B!) : Portia / Millie / Autres voix
- 2015-2016 : Star Wars Rebels : Darja, Oora, Chava
- 2016-En cours : Bienvenue chez les Loud : Lola / Lana / Lily / Autres voix
- 2016-2020 : Elena d'Avalor : Ash / Autres voix
- 2017-En cours : Le monde de Bingo et Rolly : Bonnie / Autres voix
- 2018-2020 : La Bande à Picsou : Sowvanna / Mann (2 épisodes)
- 2018-2020 : She-Ra et les Princesses au pouvoir : Madame Razz / Autres voix
- 2019-En cours : Les Simpson : Martin Prince / Sherri / Terri
- 2019-En cours : Scooby-Doo et Compagnie : Daphne Blake
- 2019-2020 : DC Super Hero Girls : Wonder Woman
- 2020 : Kipo et l'âge des animonstres : Cotton / Loretta / Autres voix
- 2021-En cours : Invincible : Monster Girl / Shrinking Rae
- 2021-En cours : Les Razmoket : Begley
- 2021-En cours : Musclor et les Maîtres de l'univers (en) : Evelyn / Tiger Tribe Guard
- 2021-En cours : Kid Cosmic :  Ramona / Carla
- 2021 : Star Wars: The Bad Batch : CG-67
- 2022-En cours : La Légende de Vox Machina : Delilah Briarwood / Lady De Rolo
- 2024-En cours : Batman, le justicier masqué : Julie Madison / Lois Lane

### Jeux vidéo
- 1998 : Baldur's Gate : Brielbar / Nereid / Skie Silvershield / Viconia De Vir
- 2000 : Baldur's Gate II: Shadows of Amn : Nalia De'Arnise / Viconia De Vir / Bubbles / Raelis Shai / Illasera (Throne of Bhaal)
- 2003 : Final Fantasy X-2 : Pukutak
- 2003 : Star Wars Jedi Knight: Jedi Academy : Alora
- 2004 : Vampire: The Masquerade - Bloodlines : Jeanette Voerman / Therese Voerman
- 2004 : Star Wars: Knights of the Old Republic II - The Sith Lords : Servante / Brianna
- 2006 : Billy et Mandy, aventuriers de l'au-delà : Mandy
- 2006 : La famille Coup de Pouce : Maternelle petite section : Lisette
- 2007 : Tomb Raider: Anniversary : Jacqueline Natla
- 2008 : Ninja Gaiden II : Elizébet
- 2008 : Lego Batman, le jeu vidéo : Harley Quinn / Batgirl
- 2008 : Tomb Raider: Underworld : Jacqueline Natla
- 2010 : Bayonetta : Jeanne
- 2010 : Metal Gear Solid: Peace Walker : Amanda Valenciano Libre
- 2010 : StarCraft 2: Wings of Liberty : Nova / la banshee
- 2011 : Batman: Arkham City : Catwoman
- 2011 : Star Wars: The Old Republic : Femme Chasseuse de Primes
- 2012 : Mass Effect 3 : Kahlee Sanders / Dalatrass Linron
- 2012 : Diablo III : Li-Ming / Sorcière
- 2013 : The Cave : The Monster Hunter
- 2013 : Far Cry 3: Blood Dragon : Dr Elizabeth Veronica Darling
- 2017 : Star Wars Batlefront II : Maz Kanata[3]

## Discographie
- 2000 : The Small Time
- 2002 : Homewrecker
- 2003 : Bootlegger, Vol. 1
- 2004 : The Graceful Ghost
- 2005 : Iron Flowers
- 2005 : Loggerheads soundtrack
- 2006 : Willie We Have Missed You
- 2007 : Anchored in Love: A Tribute to June Carter Cash